# Coupe des clubs champions européens 1984-1985
Navigation
Édition précédente Édition suivante
La Coupe des clubs champions européens 1984-1985 a vu la victoire de la Juventus. La compétition s'est terminée le 29 mai 1985 par la finale au Stade du Heysel à Bruxelles.

## Seizièmes de finale
| Équipe 1                 | Résultat | Équipe 2               | Aller | Retour               |
| ------------------------ | -------- | ---------------------- | ----- | -------------------- |
| FC Ilves Tampere         | 1 - 6    | Juventus               | 0 - 4 | 1 - 2                |
| Grasshopper Zurich       | 4 - 3    | Budapest Honvéd        | 3 - 1 | 1 - 2                |
| KS Elbasani              | 0 - 6    | Lyngby BK              | 0 - 3 | 0 - 3                |
| Vålerenga IF             | 3 - 5    | Sparta Prague          | 3 - 3 | 0 - 2                |
| Trabzonspor              | 1 - 3    | Dniepr Dniepropetrovsk | 1 - 0 | 0 - 3                |
| Levski Sofia             | 3 - 3E   | VfB Stuttgart          | 1 - 1 | 2 - 2                |
| Dinamo Bucarest          | 5 - 3    | Omonia Nicosie         | 4 - 1 | 1 - 2                |
| FC Girondins de Bordeaux | 3 - 2    | Athletic Bilbao        | 3 - 2 | 0 - 0                |
| Feyenoord Rotterdam      | 1 - 2    | Panathinaïkos          | 0 - 0 | 1 - 2                |
| Linfield FC              | 1 - 1E   | Shamrock Rovers FC     | 0 - 0 | 1 - 1                |
| ÍA Akranes               | 2 - 7    | KSK Beveren            | 2 - 2 | 0 - 5                |
| FC Avenir Beggen         | 0 - 17   | IFK Göteborg           | 0 - 8 | 0 - 9                |
| Austria Vienne           | 8 - 0    | Valletta FC            | 4 - 0 | 4 - 0                |
| Aberdeen FC              | 3 - 3    | BFC Dynamo             | 2 - 1 | 1 - 2 ap (4 - 5 tab) |
| Étoile rouge de Belgrade | 3 - 4    | Benfica Lisbonne       | 3 - 2 | 0 - 2                |
| Lech Poznań              | 0 - 5    | Liverpool FC           | 0 - 1 | 0 - 4                |

## Huitièmes de finale
| Équipe 1                 | Résultat | Équipe 2               | Aller | Retour  |
| ------------------------ | -------- | ---------------------- | ----- | ------- |
| Juventus                 | 6 - 2    | Grasshopper Zurich     | 2 - 0 | 4 - 2   |
| Sparta Prague            | 2 - 1    | Lyngby BK              | 0 - 0 | 2 - 1   |
| Levski Sofia             | 3 - 3E   | Dniepr Dniepropetrovsk | 3 - 1 | 0 - 2   |
| FC Girondins de Bordeaux | 2 - 1    | Dinamo Bucarest        | 1 - 0 | 1 - 1ap |
| Panathinaïkos            | 5 - 4    | Linfield FC            | 2 - 1 | 3 - 3   |
| IFK Göteborg             | 2 - 2E   | KSK Beveren            | 1 - 0 | 1 - 2ap |
| BFC Dynamo               | 4 - 5    | Austria Vienne         | 3 - 3 | 1 - 2   |
| Liverpool FC             | 3 - 2    | Benfica Lisbonne       | 3 - 1 | 0 - 1   |

## Quarts de finale
| Équipe 1                 | Résultat | Équipe 2               | Aller | Retour              |
| ------------------------ | -------- | ---------------------- | ----- | ------------------- |
| Juventus                 | 3 - 1    | Sparta Prague          | 3 - 0 | 0 - 1               |
| FC Girondins de Bordeaux | 2 - 2    | Dniepr Dniepropetrovsk | 1 - 1 | 1 - 1ap (5 - 3 tab) |
| IFK Göteborg             | 2 - 3    | Panathinaïkos          | 0 - 1 | 2 - 2               |
| Austria Vienne           | 2 - 5    | Liverpool FC           | 1 - 1 | 1 - 4               |

## Demi-finales
| Équipe 1     | Résultat | Équipe 2                 | Aller | Retour |
| ------------ | -------- | ------------------------ | ----- | ------ |
| Juventus     | 3 - 2    | FC Girondins de Bordeaux | 3 - 0 | 0 - 2  |
| Liverpool FC | 5 - 0    | Panathinaïkos            | 4 - 0 | 1 - 0  |

## Finale
| 29 mai 1985 | Juventus FC        | 1 – 0 | Liverpool FC | Stade du Heysel, Bruxelles                   |                                              |
|             | Platini 56e (pen.) |       |              | Spectateurs : 58 000 Arbitrage : André Daina | Spectateurs : 58 000 Arbitrage : André Daina |
|             | Rapport            |       |              | Spectateurs : 58 000 Arbitrage : André Daina | Spectateurs : 58 000 Arbitrage : André Daina |